# دهانه (افغانستان)
دهانه یک منطقه مسکونی در ولایت هلمند کشور افغانستان است که در ارتفاع ۱۱۴۷ متری از سطح دریا واقع شده است. دهانه حدود ۲۰۰۰ نفر جمعیت دارد. نبرد دهانه از ۱۲ اوت تا ۱۵ اوت ۲۰۰۹ میان شورشیان طالبان و عناصر اردوی ملی افغانستان و سپاه تفنگداران دریایی ایالات متحده آمریکا در این ناحیه رخ داد.